# Кочис
Окръг Кочис (на английски: Cochise County) е окръг в щата Аризона, Съединени американски щати. Площта му е 16 107 km², а населението – 125 770 души (2016). Административен център е град Бисби.

## Градове
- Тумстоун
- Хуачука